# サンクトペテルブルク地下鉄4号線
サンクトペテルブルク地下鉄4号線（サンクトペテルブルク4ごうせん）（別名 プラボベレズナヤ（右岸）線）は、サンクトペテルブルク市アドミラルチェイスキー（海軍省）区のスバスカヤ（救世主）駅とネフスキー区のウーリッツァ　ディベンコ駅（ディベンコ通り駅）を結ぶサンクトペテルブルク地下鉄の路線である。

## 概要
1985年にアレクサンドル2世広場駅～ボリシェヴィキ大通り駅間が完成。2009年3月7日に4号線区間のコメンダンツキー・プロスペクト駅（司令官大通り駅）～サドーヴァヤ駅（庭園駅）間は5号線に吸収された。右岸線の別名を持つが、ネヴァ川の右岸を走るのは現在の路線の約半分だけで、スバスカヤ（救世主）駅からプロシャチ・アレクサンドラ・ネフスコゴ2駅（アレクサンドル・ネフスキー広場2駅）の間は左岸を走っている。当面の路線延長計画も左岸側であるが、将来的には再び右岸側に延伸される予定である。

## 歴史
- 1985年12月30日:プロシャチ・アレクサンドラ・ネフスコゴ2（アレクサンドル・ネフスキー広場2）駅 - プロスペクト　ボリシェヴィコフ駅（ボリシェヴィキ大通り駅）が開通。
- 1987年10月1日:プロスペクト　ボリシェヴィコフ（ボリシェヴィキ大通り）駅 - ウーリッツァ　ディベンコ（ディベンコ通り）駅が開通
- 1991年12月30日:プロシャチ・アレクサンドラ・ネフスコゴ2（アレクサンドル・ネフスキー広場2）駅 - サドーヴァヤ駅（庭園駅・現在は5号線のホームとなっている）が開通。
- 1992年7月1日:第一次開通区間にあるクラスノグヴァルデイスカヤ（赤衛隊）駅がノヴォチェルカスカヤ駅に改称。
- 1997年9月15日:現在は5号線となっているサドーヴァヤ駅 - チカロフスカヤ駅が4号線として開通。なお、アドミラルチェイスカヤ（海軍省）駅は未開業。
- 1999年1月14日:現在は5号線となっているチカロフスカヤ駅 - スターラヤ・デレヴニャ（古い村）駅が4号線として開通。なお、クレストフスキー・オストロフ（十字架島）駅は未開業。
- 1999年9月3日:クレストフスキー・オストロフ（十字架島）駅が開業。
- 2005年4月2日:現在は5号線となっているスターラヤ・デレヴニャ（古い村）駅 - コメンダンツキー・プロスペクト（司令官大通り）駅が4号線として開通。
- 2009年3月7日:ドストエフスカヤ駅からスパスカヤ駅までのトンネルが完成し、スパスカヤ駅は4号線の新たな西側の終着駅となる。サドーヴァヤ駅からコメンダンツキー・プロスペクト（司令官大通り）駅が5号線に転換される。また、ドストエフスカヤ駅からサドーヴァヤ駅までの従来の軌道は4号線と5号線の連絡線として残される。
  - 2011年12月28日:5号線に転換されたあとのスポルティヴナヤ駅とサドーヴァヤ駅の間にアドミラルチェイスカヤ（海軍省）駅が開業する。1997年9月15日に4号線としてこの区間が開通して、14年余り経過しての開業であった。当初からホームだけは整備されていたが、地上駅舎の設置に時間がかかったためである。

## 駅一覧
- 全駅がサンクトペテルブルク市に所在。

| カタカナ転写駅名                        | 日本語での意味                         | ロシア語駅名                  | 深さ(単位m) | 駅間営業キロ | 営業キロ | 接続路線                                                           | 所在地                                 |
| --------------------------------------- | -------------------------------------- | ----------------------------- | ----------- | ------------ | -------- | ------------------------------------------------------------------ | -------------------------------------- |
| スパスカヤ駅                            | 救世主駅                               | Спасская                      | 61          |              | 0.0      | 地下鉄：■2号線(センナヤ広場駅)、■5号線（サドーヴァヤ駅（庭園駅）） | アドミラルチェイスキー（海軍省）区     |
| ドストエフスカヤ駅                      | ドストエフスキー駅                     | Достоевская                   | 62          |              |          |                                                                    | ツェントラリヌィ（中央）区             |
| リゴフスキー プロスペクト駅             | リゴフ大通り駅                         | Лиговский проспект            | 66          |              |          |                                                                    | ツェントラリヌィ（中央）区             |
| プロシャチ アレクサンドラ ネフスコゴ2駅 | アレクサンドル・ネフスキー広場2駅      | Площадь Александра Невского-2 | 60          |              |          | 地下鉄：■3号線（アレクサンドルネフスキー広場駅）                   | ツェントラリヌィ（中央）区             |
| ノヴォチェルカスカヤ駅                  | ノヴォチェルカッスク（に因む通り名）駅 | Новочеркасская                | 61          |              |          |                                                                    | クラスノグヴァルデイスキー（赤衛隊）区 |
| ラドジュスカヤ駅                        | ラドガ駅                               | Ладожская                     | 61          |              |          | ロシア鉄道(ラドシュスキー駅)                                       | ネフスキー区                           |
| プロスペクト ボリシェヴィコフ駅         | ボリシェヴィキ大通り駅                 | Проспект Большевиков          | 68          |              |          |                                                                    | ネフスキー区                           |
| ウーリッツァ ディベンコ駅               | ディベンコ（革命家の名）通り駅         | Улица Дыбенко                 | 65          |              | 11.2     |                                                                    | ネフスキー区                           |